# Henri Dulieux
Henri Dulieux, né le 10 mai 1897 à Lille et mort le 29 mai 1982 à Chantepie, est un escrimeur français, maniant l'épée.

## Carrière
Il devient Champion de Paris en 1936 et 1937 à l'épée.
Henri Dulieux participe aux épreuves collectives d'épée lors des Jeux olympiques d'été de 1936 à Berlin, où il remporte la médaille de bronze à l'issue de la seconde épreuve.
En 1949, il devient secrétaire et trésorier de la Fédération française d'escrime et il se fait remettre le Challenge Feyerick en 1975.